# سنگرلی تپه
سنگرلی تپه مربوط به دوران‌های تاریخی پس از اسلام است و در شهرستان گنبد کاووس، بخش مرکزی، روستای ایمرملاساری واقع شده و این اثر در تاریخ ۲۷ مرداد ۱۳۸۲ با شمارهٔ ثبت ۹۷۵۴ به‌عنوان یکی از آثار ملی ایران به ثبت رسیده است.